# Mus vulcani
Mus vulcani (Миша яванська) — вид роду мишей (Mus).

## Поширення
Цей вид зустрічається тільки в горах західної Яви, Індонезія на висотах від 2000 до 3000 м над рівнем моря.

## Екологія
Живе у верхніх гірських тропічних вічнозелених дощових лісах. Він також був записаний в альпійських чагарниках вище межі лісу.